# Harfang (comics)
Pour les articles homonymes, voir Harfang (homonymie).
Narya, alias Harfang (« Snowbird » en version originale) est une super-héroïne évoluant dans l'univers Marvel de la maison d'édition Marvel Comics. Créé par John Byrne, le personnage de fiction apparaît pour la première fois dans le comic book Uncanny X-Men #120 en avril 1979.
Harfang devait à l'origine rester un personnage secondaire, mais elle est très vite devenue populaire, étant notamment membre de l'équipe canadienne de super-héros la Division Alpha.

## Biographie du personnage
Il y a plusieurs milliers d'années, le grand esprit Arctique Tundra piège les dieux du Nord dans une autre dimension, les rendant incapables de défendre la Terre. La déesse inuit Nelvanna trompe Tundra et réussit à s'incarner un court moment. Elle apparait à un homme, Richard Easton, dans le but de donner naissance à un enfant hybride capable de vaincre les Grandes Bêtes du Canada. Easton accepte et Nelvanna se retrouve enceinte.
Michael Twoyoungmen, le Shaman, aide la déesse à accoucher. Il nomme l'enfant Narya, et utilise un sort pour la lier au monde terrestre. Il l’élève dans le Grand Nord sauvage du Canada. Narya y grandit rapidement et découvre sa condition de métamorphe et de demi-déesse.
Quand les amis de Twoyoungmen, James et Heather Hudson (Guardian et Vindicator), apprennent l'existence de Narya, ils lui proposent de rejoindre l'équipe Canadienne. Elle accepte, et obtient l'accord de son tuteur Shaman. Narya prend alors le nom de Harfang, et le nom civil d'Anne McKenzie.
Durant sa vie au sein de la Division Alpha, elle tombe amoureuse et épouse un militaire canadien, Douglas Thompson, avec lequel elle a un enfant.
Dans Alpha Flight #44, elle est possédée par Pestilence, qui essaye de drainer l'énergie vitale de ses équipiers, après avoir tué sa famille. Pour la vaincre, Guardian est obligé de tuer Harfang. L'esprit de Walter Langkowski (Sasquatch), à ce moment sans corps, est transféré dans le corps physique d'Harfang. L'esprit de Narya passe dans le monde des esprits inuits, mais elle refuse d'entrer au paradis sans son mari et son enfant, et les Dieux acceptent.
Des années plus tard, Harfang revient à la vie. Son ancien corps étant toujours utilisé par Sasquatch, il semble qu'elle en crée un autre, identique. Elle est de nouveau membre de la Division et n'est plus limitée physiquement au territoire canadien. Elle intègre une nouvelle équipe sous les ordres de Sasquatch pour vaincre une portée de Plodex.

### Secret Invasion
Harfang est choisie par les dieux du Nord pour faire partie du God Squad, une équipe formée pour combattre l'invasion Skrull.

## Pouvoirs et capacités
Harfang est une métamorphe qui peut prendre la forme d'animaux du Grand Nord canadien : nuée d'insectes, baleine, ours, chouette harfang, Tanaraq (la véritable forme de Sasquatch), Wendigo, glouton. Elle prend alors les caractéristiques de la forme qu'elle emprunte, de même que sa psyché. Plus elle reste longtemps sous la forme d'un animal, plus il lui est difficile de revenir à sa forme humaine. Elle peut changer de forme à une autre sans repasser par le stade humain, mais au prix d'une grande fatigue. Sous ses formes animales, elle conserve la faculté de communiquer.
- Harfang possède une force supérieure à celle d'une femme normale de son âge et de son poids. Elle peut soulever environ une tonne. Sa force augmente ou diminue selon la forme qu'elle choisit de prendre.
- Elle peut voler dans les airs.
- Sa condition de demi-déesse lui confère un sens mystique. Elle détecte la magie et le surnaturel, et possède un don limité de pré/post-cognition (6 heures maximum). Elle résiste à la magie mystique.
- Elle a déjà contrôlé mentalement des personnes, mais ce fut dans des situations extrêmes.
- Sous sa forme humaine, elle possède un pouvoir mystique d'auto-guérison, mais non-contrôlé.
- Elle possède la connaissance des Dieux Inuit, mais ne peut l'utiliser à cause de son jeune âge.